# Мерцедес-Бенц E-класа
„Мерцедес-Бенц E-класа“ (Mercedes-Benz E-Klasse) е модел леки автомобили от висок среден клас (сегмент E) на германската компания „Мерцедес-Бенц“, произвеждан от 1984 година в шест последователни поколения. „E-класа“ е най-продаваният модел в историята на марката с над 13 милиона броя, произведени към 2015 година.

## W212 (2009 – 2016)
След прекъсване в предишните две поколения, от 2010 година „E-класа“ отново се предлага и във варианти купе и кабриолет с две врати. Това е трето поколение на дотогавашния самостоятелен модел „Мерцедес-Бенц CLK-класа“, което обаче има много повече общи части със седана W212 (до 60% от частите).